# Koga Michimoto
Koga Michimoto (久我通基, também conhecido como Naidaijin Go-Koga, 1240 - 1309), foi um kuge (nobre da corte japonesa) do Período Kamakura da história do Japão. Foi filho de Michitada, e foi o oitavo líder do ramo Koga do Clã Minamoto.

## Vida e Carreira
Em 1255, durante o reinado do Imperador Go-Fukakusa Michimoto foi classificado como Jusanmi (terceiro escalão junior) e nomeado Sachūjō (Comandante da ala esquerda da guarda do palácio). Em 1257 foi classificado Shōsanmi (terceiro escalão pleno) e em 1259 nomeado Sangi.
Em 1260, com o início do reinado do Imperador Kameyama Michimoto foi nomeado Chūnagon e no final deste mesmo ano sua classificação foi elevada para Jushii (segundo escalão júnior) e em 1263 novamente elevada para Shōnii (segundo escalão pleno). Em 1269 é nomeado Dainagon.
No início de 1278, já no governo do Imperador Go-Uda foi nomeado Ukonoe no Taishō (General da ala direita da Guarda do Palácio) e no final deste mesmo ano assume concomitantemente o posto de Umaryōgokan (Supervisor da ala direita dos Estábulos Imperiais).
Em 1287 no governo do Imperador Fushimi Michimoto se tornou Migi Taishō (Comandante Geral) do Konoefu (Guarda do Palácio) e em 1288 foi nomeado Naidaijin quando Konoe Iemoto foi promovido a Udaijin e logo depois Michimoto foi nomeado Bettō (reitor) da escola Shōgakuin (da família imperial), mas no final desse mesmo ano renuncia ao cargos de Naidaijin e de Migi Taishō mantendo só o de Bettō. Em 1297 recebeu a classificação de Shōichi  (primeiro escalão pleno). Michimoto veio a falecer em 10 de janeiro de 1309.

## Sobre a Crise Econômica
Em 1251 quando seu pai Michitada morreu, Michimoto tinha apenas 11 anos, e a maior parte da herança de seu avô Michiteru voltou para as mãos da família imperial. Com isso após o enterro de Michitada, o ramo entrou em uma grande crise econômica. No entanto a Imperatriz Ankamon-in (1209-1283), esposa do Imperador Juntoku, conseguiu com que fosse entregue ao ramo as terras que antes pertenceram a Taira no Yorimori (1132-1186), com isso  a crise foi solucionada.

## Sobre as divisões do Ramo Koga
A partir de Michichica (o 4º líder Koga) se iniciou uma divisão no Ramo Koga. Pois os Koga estavam cada vez mais perdendo seu prestígio. Vejamos como aconteceram os fatos. Depois de Masasada (o 2º líder Koga) nenhum líder Koga voltou a se tornar líder do Ramo Murakami Genji e vários outros sub-ramos foram assumindo o papel dos Koga, dessa forma em 1250 Horikawa Tomozane se tornou Naidaijin, em 1269 foi a vez de Nakanoin Michinari assumir este cargo, e em 1289 Horikawa Mototomo se tornou Daijō Daijin. Outro caso foi o de Tsuchimikado Sadazane que em 1292 se tornou Shōichii Jundaijin (Vice-Ministro de primeiro escalão) e em 1296 foi promovido a Naidaijin e em 1301 se tornou Daijō Daijin. Isso se tornou terrível para os Kuga que só alcançavam cargos de Dainagon ou Migi Taishō. Michimoto conviveu toda sua vida com essa crise do ramo e sempre almejou a liderança do Murakami Genji com o objetivo de explicitar a superioridade do ramo principal. Por fim conseguiu receber a liderança do Murakami Genji em 1288 um ano após a entronização do Imperador Fushimi, após se aliar a Saionji Sanekane pai da esposa de Fushimi, Eifuku-mon In (ou Saionji Shōko). Além de se tornar Naidaijin, Michimoto foi nomeado Migi Taishō por 10 anos e com a promessa que todos os Migi Taishō seriam Koga. mas no final de 1306 cerca de 2 anos antes da morte de Michimoto, Horikawa Tomomori foi nomeado Migi Taishō, mas esse era um problema que deveria ser resolvido pelo próximo líder dos Koga seu filho Michio.  Durante todo o Período Kamakura, essa difícil situação continuou para o Ramo Koga. Por outro lado Michimoto conseguiu elevar sua posição dentro da corte com relação aos dois últimos líderes Koga (seu pai Michitada e seu tio Michihira) e se tornar um dos Genji no Chōja (líderes dos ramos familiares dos Minamoto). Além no final de sua vida Michimoto viu seu filho mais velho Michio se tornar Uchūjō (Comandante da Ala direita) do Konoefu (Guarda do Palácio) e Naidaijin.

| Precedido por Koga Michitada | -- 8º Líder dos Koga (1251 - 1308) | Sucedido por Koga Michio          |
| Precedido por Konoe Iemoto   | 85º Naidaijin (1288)               | Sucedido por Takatsukasa Kanetada |